# Caleb Okoli
Memeh Caleb Okoli, noto come Caleb Okoli (Vicenza, 13 luglio 2001), è un calciatore italiano, difensore del Leicester City.

## Biografia
Ha origini nigeriane e anche il fratello maggiore, David (nato nel 2000), ha intrapreso la carriera da calciatore: i due hanno giocato insieme per alcuni anni nelle giovanili del Vicenza.
Ha frequentato un istituto tecnico, specializzato in servizi commerciali e marketing, dove ha poi conseguito il diploma di scuola superiore nel 2020.

## Caratteristiche tecniche
È un difensore centrale, impiegabile sia in una difesa a quattro, sia in una a tre. Oltre all'abilità nel corpo a corpo e nel gioco aereo, dovuta soprattutto alle doti fisiche e atletiche, si distingue anche per una buona velocità, per l'intelligenza tattica mostrata negli anticipi e nelle letture di gioco e per la tecnica di base. Inoltre, ha spesso mostrato correttezza e personalità.
Ha dichiarato di ispirarsi a Sergio Ramos.

## Carriera

### Club

#### Gli inizi al Vicenza e all'Atalanta
Nato a Vicenza da genitori di origine nigeriana, Okoli si stabilisce con la famiglia nel vicino comune di Dueville, dove nel 2005 inizia a giocare nella scuola calcio locale, insieme al fratello maggiore David. Qui, Okoli rimane fino al 2015, anno in cui entra a far parte del settore giovanile del Vicenza, per poi passare all'Atalanta l'anno successivo. Con gli orobici, il difensore si afferma rapidamente nella formazione Primavera, conquistando due campionati di fila nelle stagioni 2018-2019 e 2019-2020. Nel frattempo, ha anche modo di partecipare alla UEFA Youth League e di ricevere le sue prime convocazioni nella prima squadra bergamasca.

#### Prestiti alla SPAL e alla Cremonese
Il 25 settembre 2020, a 19 anni, Okoli viene ceduto in prestito alla SPAL, in Serie B. Quindi, debutta in campionato e fra i professionisti il 21 novembre seguente, partendo da titolare e giocando l'intera partita contro il Pescara, vinta per 2-0 dalla sua squadra. Il 10 aprile 2021, invece, segna il suo primo gol da professionista, decidendo la gara in trasferta contro il Lecce, vinta per 2-1 dai ferraresi. Al termine della stagione, il difensore colleziona 16 presenze e una rete in campionato.
Il 12 luglio 2021, Okoli viene nuovamente ceduto in prestito annuale in cadetteria, questa volta alla Cremonese. Sotto la guida di Fabio Pecchia, il centrale si stabilisce subito come titolare nella formazione grigio-rossa, formando una coppia stabile con Matteo Bianchetti: con 27 presenze contribuisce al 2º posto in campionato e alla promozione diretta della squadra, che ritorna nella massima serie dopo ventisei anni.

#### Ritorno all'Atalanta
Ritornato all'Atalanta nella stagione 2022-2023, il difensore esordisce con la squadra bergamasca ed in Serie A il 13 agosto 2022, a 21 anni, nel successo per 2-0 contro la Sampdoria allo Stadio Luigi Ferraris. Chiude la stagione sotto la guida del tecnico Gian Piero Gasperini con 17 presenze in campionato.

#### Prestito al Frosinone
Il 1º settembre 2023, Okoli si trasferisce in prestito annuale al Frosinone, neo-promosso in Serie A. Conclude la propria stagione con un totale di 34 presenze in campionato, pur non riuscendo a evitare la retrocessione del club ciociaro in Serie B.

#### Leicester City
Il 9 luglio 2024, Okoli viene ceduto a titolo definitivo al Leicester City, in Premier League, per circa 15 milioni di euro, firmando un contratto quinquennale con il club. Debutta nella massima serie inglese il 31 agosto seguente, partendo da titolare nell'incontro con l'Aston Villa, perso per 2-1.
Il 12 aprile 2025 segna il suo primo gol con le Foxes nel pareggio per 2 a 2 contro il Brighton.

### Nazionale

#### Nazionali giovanili
Dopo aver ottenuto di diritto la cittadinanza italiana una volta arrivato alla maggiore età, nel 2019 Okoli ha iniziato ufficialmente il suo percorso nelle nazionali giovanili italiane, partendo dall'Under-19, allora guidata da Alberto Bollini. Con questa rappresentativa, il difensore ha partecipato alle qualificazioni per l'Europeo di categoria, poi cancellati a causa dello scoppio della pandemia di COVID-19.
Dopo aver vestito anche la maglia dell'Under-20, di cui è stato capitano, nel novembre del 2020 Okoli ha ricevuto la sua prima chiamata in nazionale Under-21, guidata da Paolo Nicolato. Il suo esordio con gli Azzurrini è arrivato il 7 settembre 2021, data in cui ha giocato da titolare nella vittoria per 1-0 contro il Montenegro, partita valida per le qualificazioni all'Europeo Under-21. Ha poi segnato la sua prima rete in nazionale l'8 ottobre seguente, aprendo le marcature del successo per 2-0 contro la Bosnia ed Erzegovina. Nei mesi seguenti Okoli si è affermato come titolare, contribuendo alla qualificazione diretta dell'Italia alla fase finale dell'Europeo. Nel giugno del 2023 viene convocato per l'Europeo Under-21, organizzato in Georgia e Romania, nel quale l'Italia viene eliminata nella fase a gironi.

#### Nazionale maggiore
Nel gennaio del 2022, il difensore ha ricevuto la sua prima convocazione in nazionale, prendendo parte a uno stage organizzato dal CT Roberto Mancini in vista degli spareggi di qualificazione al Mondiale 2022. Nel maggio successivo, è stato nuovamente convocato per un raduno volto ad osservare i giovani talenti di interesse nazionale.
Nell'agosto del 2024, ha ricevuto la sua prima chiamata ufficiale, dal CT Luciano Spalletti, in occasione degli incontri di UEFA Nations League contro Francia e Israele.

## Statistiche

### Presenze e reti nei club
Statistiche aggiornate al 25 maggio 2025.
| Stagione        | Squadra         | Campionato      | Campionato | Campionato | Coppe nazionali | Coppe nazionali | Coppe nazionali | Coppe continentali | Coppe continentali | Coppe continentali | Altre coppe | Altre coppe | Altre coppe | Totale | Totale | Totale |
| Stagione        | Squadra         | Comp            | Pres       | Reti       | Comp            | Pres            | Reti            | Comp               | Pres               | Reti               | Comp        | Pres        | Reti        | Pres   | Reti   |        |
| --------------- | --------------- | --------------- | ---------- | ---------- | --------------- | --------------- | --------------- | ------------------ | ------------------ | ------------------ | ----------- | ----------- | ----------- | ------ | ------ | ------ |
| 2020-2021       | SPAL            | B               | 16         | 1          | CI              | 3               | 0               | -                  | -                  | -                  | -           | -           | -           | 19     | 1      |        |
| 2021-2022       | Cremonese       | B               | 27         | 0          | CI              | 1               | 0               | -                  | -                  | -                  | -           | -           | -           | 28     | 0      |        |
| 2022-2023       | Atalanta        | A               | 17         | 0          | CI              | 0               | 0               | -                  | -                  | -                  | -           | -           | -           | 17     | 0      |        |
| 2023-2024       | Frosinone       | A               | 34         | 0          | CI              | 3               | 0               | -                  | -                  | -                  | -           | -           | -           | 37     | 0      |        |
| 2024-2025       | Leicester City  | PL              | 19         | 1          | FACup+CdL       | 1+3             | 0               | -                  | -                  | -                  | -           | -           | -           | 23     | 1      |        |
| Totale carriera | Totale carriera | Totale carriera | 113        | 2          |                 | 11              | 0               |                    | -                  | -                  |             | -           | -           | 124    | 2      |        |

### Cronologia presenze e reti in nazionale
| Cronologia completa delle presenze e delle reti in nazionale ― Italia under 21 | Cronologia completa delle presenze e delle reti in nazionale ― Italia under 21 | Cronologia completa delle presenze e delle reti in nazionale ― Italia under 21 | Cronologia completa delle presenze e delle reti in nazionale ― Italia under 21 | Cronologia completa delle presenze e delle reti in nazionale ― Italia under 21 | Cronologia completa delle presenze e delle reti in nazionale ― Italia under 21 | Cronologia completa delle presenze e delle reti in nazionale ― Italia under 21 | Cronologia completa delle presenze e delle reti in nazionale ― Italia under 21 |
| Data                                                                           | Città                                                                          | In casa                                                                        | Risultato                                                                      | Ospiti                                                                         | Competizione                                                                   | Reti                                                                           | Note                                                                           |
| ------------------------------------------------------------------------------ | ------------------------------------------------------------------------------ | ------------------------------------------------------------------------------ | ------------------------------------------------------------------------------ | ------------------------------------------------------------------------------ | ------------------------------------------------------------------------------ | ------------------------------------------------------------------------------ | ------------------------------------------------------------------------------ |
| 7-9-2021                                                                       | Vicenza                                                                        | Italia under 21                                                                | 1 – 0                                                                          | Montenegro under 21                                                            | Qual. Europeo Under-21 2023                                                    | -                                                                              |                                                                                |
| 8-10-2021                                                                      | Zenica                                                                         | Bosnia ed Erzegovina under 21                                                  | 1 – 2                                                                          | Italia under 21                                                                | Qual. Europeo Under-21 2023                                                    | 1                                                                              | 78’                                                                            |
| 12-10-2021                                                                     | Monza                                                                          | Italia under 21                                                                | 1 – 1                                                                          | Svezia under 21                                                                | Qual. Europeo Under-21 2023                                                    | -                                                                              |                                                                                |
| 12-11-2021                                                                     | Dublino                                                                        | Irlanda under 21                                                               | 0 – 2                                                                          | Italia under 21                                                                | Qual. Europeo Under-21 2023                                                    | -                                                                              |                                                                                |
| 16-11-2021                                                                     | Frosinone                                                                      | Italia under 21                                                                | 4 – 2                                                                          | Romania under 21                                                               | Amichevole                                                                     | -                                                                              | 88’                                                                            |
| 25-3-2022                                                                      | Podgorica                                                                      | Montenegro under 21                                                            | 1 – 1                                                                          | Italia under 21                                                                | Qual. Europeo Under-21 2023                                                    | -                                                                              |                                                                                |
| 29-3-2022                                                                      | Trieste                                                                        | Italia under 21                                                                | 1 – 0                                                                          | Bosnia ed Erzegovina under 21                                                  | Qual. Europeo Under-21 2023                                                    | -                                                                              |                                                                                |
| 9-6-2022                                                                       | Helsingborg                                                                    | Svezia under 21                                                                | 1 – 1                                                                          | Italia under 21                                                                | Qual. Europeo Under-21 2023                                                    | -                                                                              |                                                                                |
| 14-6-2022                                                                      | Ascoli Piceno                                                                  | Italia under 21                                                                | 4 – 1                                                                          | Irlanda under 21                                                               | Qual. Europeo Under-21 2023                                                    | -                                                                              |                                                                                |
| 22-9-2022                                                                      | Pescara                                                                        | Italia under 21                                                                | 0 – 2                                                                          | Inghilterra under 21                                                           | Amichevole                                                                     | -                                                                              |                                                                                |
| 27-3-2023                                                                      | Reggio Calabria                                                                | Italia under 21                                                                | 3 – 1                                                                          | Ucraina under 21                                                               | Amichevole                                                                     | -                                                                              |                                                                                |
| 22-6-2023                                                                      | Cluj-Napoca                                                                    | Francia under 21                                                               | 2 – 1                                                                          | Italia under 21                                                                | Europeo Under-21 2023 - 1º turno                                               | -                                                                              |                                                                                |
| 25-6-2023                                                                      | Cluj-Napoca                                                                    | Svizzera under 21                                                              | 2 – 3                                                                          | Italia under 21                                                                | Europeo Under-21 2023 - 1º turno                                               | -                                                                              |                                                                                |
| 28-6-2023                                                                      | Cluj-Napoca                                                                    | Italia under 21                                                                | 0 – 1                                                                          | Norvegia under 21                                                              | Europeo Under-21 2023 - 1º turno                                               | -                                                                              |                                                                                |
| Totale                                                                         |                                                                                | Presenze                                                                       | 14                                                                             |                                                                                | Reti                                                                           | 1                                                                              |                                                                                |

## Palmarès

### Club

#### Competizioni giovanili
- Campionato Primavera: 2

Atalanta: 2018-2019, 2019-2020